# 鏡像法
鏡像法（又称镜像电荷法）是一種解析靜電學問題的基本工具。對於靜電學問題，鏡像法將原本問題的某些元素改換為假想電荷，同時保證仍然滿足定解問題原有的的邊界條件（請參閱狄利克雷邊界條件或諾伊曼邊界條件）。
例如，給定一個由一片無限平面導體和一個點電荷構成的物理系統，這無限平面導體可以被視為一片鏡子，在鏡子裡面的鏡像電荷與鏡子外面的點電荷，所形成的新系統，可以使得導體平面上的電場垂直于導體，與原本系統等價。藉此方法，我們可以將問題簡化，很容易地計算出導體外的電勢、導體的表面感應電荷密度、總感應電荷等等。
镜像法的有效性是唯一性定理的必然结果，该定理指出如果指定了在体積 V 的整个区域内的电荷密度和 V 的所有边界上的电位值，区域 V 内的电位唯一确定。另外，应用此结果到高斯定理的微分形式就能表明，在由导体包围的包含电荷密度为 ρ 的体积 V 中，如果每个导体所带电荷已经给出，那么电场是唯一确定的。拥有电势或电场的信息以及相应边界条件，只要在指定区域的电荷分布满足泊松方程并设定正确的边界值，我们就可以把我们考虑的电荷分布换为更容易分析的结构。

## 唯一定理
唯一定理表明，任意能夠滿足給定條件的解答，是唯一存在的解答。因此，給定條件唯一地決定了這解答。
舉例而言，假若，在一個三維空間區域裏，電勢 {\displaystyle \phi } 滿足
{\displaystyle \nabla ^{2}\phi =f} ，
而在區域的表面，又滿足邊界條件
{\displaystyle \phi =g} ，
其中，{\displaystyle f} 和 {\displaystyle g} 是函數，
則 {\displaystyle \phi (x,\,y,\,z)} 是唯一的解答函數。
唯一性定理適用於以下三种邊界情况：
1. 给出了整个边界的势函数；
2. 给出整个边界的势函数的法向导函数；
3. 给出整个边界部分场的势函数和其他部分的势函数的法向导函数；

應用唯一定理於鏡像法，只要問題能夠給足上述任意一種邊界條件，則求得的電勢函數解答必定是唯一的正確解答。

## 範例

### 點電荷與無限平面導體

原本系統。位於 xy-平面的是一個接地的無限平面導體。其上方的點電荷 的坐標是 。

鏡像法的新系統。坐標是 的鏡像電荷 替代了無限平面導體。

舉一個簡單的例子，如右圖所示，設定一個接地的無限平面導體於 xy-平面，其上方有一個點電荷 {\displaystyle q} ，坐標是 {\displaystyle (0,\,0,\,a)} 。應用庫侖定律和相關靜電理論，這物理系統的各種物理量，像導體表面的電荷分佈，或點電荷所感受到的作用力，都不是很容易可以計算求得。
應用鏡像法，可以將無限平面導體改換成一個鏡像電荷，坐標是 {\displaystyle (0,\,0,\,-a)} ，電量為 {\displaystyle -q} 。在任意點 {\displaystyle (x,\,y,\,z),\ z>0} ，新系統的電勢與原本系統的電勢完全相同；而且滿足邊界條件——導體的電勢為零。
在新系統裏，應用庫侖定律，可以很容易地計算出點電荷所感受到的作用力。
採用圓柱坐標 {\displaystyle (\rho ,\,\phi ,\,z)} ，在 +z-半空間內的任意一點，其電勢 {\displaystyle V(\rho ,\,z)} 可以很容易的計算出來（這系統與方位角 {\displaystyle \phi } 無關）：
{\displaystyle V(\rho ,\,z)={\frac {1}{4\pi \epsilon _{0}}}\left({\frac {q}{\sqrt {\rho ^{2}+(z-a)^{2}}}}+{\frac {-q}{\sqrt {\rho ^{2}+(z+a)^{2}}}}\right)} 。
根據唯一定理，這解答是原本問題的唯一解答。
無限平面導體的表面電荷密度 {\displaystyle \sigma (\rho )} 是
{\displaystyle \sigma =-\epsilon _{0}{\frac {\partial V}{\partial z}}{\Bigg |}_{z=0}=-\ {\frac {qa}{2\pi (\rho ^{2}+a^{2})^{3/2}}}} 。
積分表面電荷密度於無限平面導體，可以得到無限平面導體的總感應電量 {\displaystyle Q_{t}} ：
| {\displaystyle Q_{t}} | {\displaystyle =\int _{0}^{2\pi }\int _{0}^{\infty }\sigma \left(\rho \right)\,\rho \,d\rho \,d\theta }                                        |
|                       | {\displaystyle =-\ {\frac {qa}{2\pi }}\int _{0}^{2\pi }d\theta \int _{0}^{\infty }{\frac {\rho \,d\rho }{\left(\rho ^{2}+a^{2}\right)^{3/2}}}} |
|                       | {\displaystyle =-q} 。 |
答案非常簡單，就是 {\displaystyle -q} 。
這問題指引出一個更進階的問題：給予一對平行的無限平面導體，其中間有一個點電荷，求兩片無限平面導體之間的電勢？這是一個非常有意思，值得研習的問題。

#### 点电荷与两个半无限平面导体构成的二面角
所有二面角成{\displaystyle \alpha ={\frac {2\pi }{n}}} ({\displaystyle n}为正整数) 的两个半无限导体平面间的场都可以用镜像法求解，像点荷个数为{\displaystyle n-1}.

#### 多個點電荷與無限平面導體

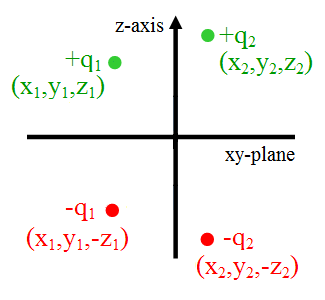
延伸至兩個點電荷的物理系統。

鏡像法可以延伸至兩個或多於兩個點電荷。只要對於每一個點電荷，都添加一個對應的鏡像電荷。根據疊加原理，總電勢等於所有點電荷、鏡像電荷產生的電勢的總和。在 xy-平面的任意一位置，點電荷產生的電勢會與其鏡像電荷產生的電勢相抵消。因此，在 xy-平面的任意一位置，總電勢等於零，滿足邊界條件。
圖右展示一個物理系統案例，裡面有兩個真實的點電荷和一個無限平面導體，兩個點電荷的坐標分別是 {\displaystyle (x_{1},\,y_{1},\,z_{1})} 和 {\displaystyle (x_{2},\,y_{2},\,z_{2})} ，電量分別是 {\displaystyle q_{1}} 和 {\displaystyle q_{2}} 。應用鏡像法，可以將無限平面導體替換為兩個鏡像電荷，坐標分別是 {\displaystyle (x_{1},\,y_{1},\,-z_{1})} 和 {\displaystyle (x_{2},\,y_{2},\,-z_{2})} 電量分別是 {\displaystyle -q_{1}} 和 {\displaystyle -q_{2}} 。

### 點電偶極子與無限平面導體
假設，在無限平面導體上方，有一個電偶極子，其電偶極矩是 {\displaystyle \mathbf {M} =(M_{x},\,M_{y},\,M_{z})} ，坐標是 {\displaystyle (x,\,y,\,z)} ，則可以將無限平面導體改換為一個反對稱的鏡像電偶極子，電偶極矩是 {\displaystyle \mathbf {M} '=(M_{x},\,M_{y},\,-M_{z})} ，坐標是 {\displaystyle (x,\,y,\,-z)} 。

### 點電荷與圓球殼導體

應用鏡像法於半徑為 的圓球殼導體的簡圖。設定球坐標系的原點於圓球殼殼心。綠點是點電荷 ，在圓球殼內部，位置是 。紅點是鏡像電荷 ，位於圓球殼外部，與圓心的距離是 。兩個點電荷在圓球殼 產生的電勢是零。

鏡像法也可以應用於圓球殼導體。實際而言，無限平面導體的鏡像法解答是圓球殼導體鏡像法解答的特別案例。只要將圓球殼的半徑拉長至無窮大，就可以得到無限平面導體。
如圖右，採用原點位於圓球殼殼心的球坐標系。被置於真空中的接地的圓球殼，其半徑為 {\displaystyle R} ，內部有一個點電荷 {\displaystyle q} ，位置是 {\displaystyle \mathbf {P} } ，以綠色表示。這點電荷的鏡像電荷，電量是 {\displaystyle -qR/p} ，位於圓球殼外部，與圓心的距離是 {\displaystyle R^{2}/p} ，以紅色表示。兩個點電荷所產生的電勢，在位置 {\displaystyle \mathbf {r} } ，可以疊加為
{\displaystyle 4\pi \epsilon _{0}V(\mathbf {r} )={\frac {q}{|\mathbf {r} _{1}|}}+{\frac {(-qR/p)}{|\mathbf {r} _{2}|}}={\frac {q}{\sqrt {r^{2}+p^{2}-2\mathbf {r} \cdot \mathbf {p} }}}+{\frac {(-qR/p)}{\sqrt {r^{2}+{\frac {R^{4}}{p^{2}}}-{\frac {2R^{2}}{p^{2}}}\mathbf {r} \cdot \mathbf {p} }}}}
經過一番運算，可以得到
{\displaystyle V(\mathbf {r} )={\frac {1}{4\pi \epsilon _{0}}}\left[{\frac {q}{\sqrt {r^{2}+p^{2}-2\mathbf {r} \cdot \mathbf {p} }}}-{\frac {q}{\sqrt {{\frac {r^{2}p^{2}}{R^{2}}}+R^{2}-2\mathbf {r} \cdot \mathbf {p} }}}\right]} 。
請注意，在圓球殼（{\displaystyle r=R}） ，電勢為零，等效于接地。只有在圓球殼以內（{\displaystyle r<R}） ，{\displaystyle V(\mathbf {r} )} 公式才正確；在圓球殼以外（{\displaystyle r>R}），由於鏡像電荷並不真實存在，而是虛擬的，所以{\displaystyle V(\mathbf {r} )} 公式不正確。儘管球內並無實際的鏡像電荷，但是圓球殼的內表面仍然存在感應電荷，不過數值與鏡像電荷完全不同。假設點電荷位於 z-坐標軸，那麼，表面感應電荷密度 {\displaystyle \sigma } 是天頂角 {\displaystyle \theta } 的函數，以方程式表達為
{\displaystyle \sigma (\theta )=\epsilon _{0}{\frac {\partial V}{\partial r}}{\Bigg |}_{r=R}={\frac {-q(R^{2}-p^{2})}{4\pi R(R^{2}+p^{2}-2pR\cos \theta )^{3/2}}}} 。
積分感應電荷密度於所有立體角，則可以得到在圓球殼的總感應電量 {\displaystyle Q_{t}} ：
{\displaystyle Q_{t}=\int _{0}^{\pi }d\theta \int _{0}^{2\pi }d\phi \,\,\sigma (\theta )R^{2}\sin \theta =-q} 。
由於總感應電量與點電荷電量的代數和等於零，所以整個物理系統的總電量等於零。圓球殼導體能夠除去點電荷所造成的非球形對稱性。在圓球殼以外的物理是球形對稱的。應用高斯定律，可以計算出電場 {\displaystyle \mathbf {E} } ，
{\displaystyle \mathbf {E} =\mathbf {0} } 。
假設圓球殼不接地，則圓球殼外表面的感應電荷密度是
{\displaystyle \sigma =q/4\pi R^{2}} 。
圓球殼外，離圓心距離為 {\displaystyle r} 的電場 {\displaystyle \mathbf {E} } 為
{\displaystyle \mathbf {E} ={\frac {q}{4\pi \epsilon _{0}r^{2}}}{\hat {\mathbf {r} }}} 。

接地圓球導體殼外的電場線。

請注意，這問題的逆反問題也可以用鏡像法解析。在一個半徑為 {\displaystyle R} 、接地的圓球殼導體外部，擺放一個點電荷 {\displaystyle q} 於位置 {\displaystyle \mathbf {p} } ，離圓心距離為 {\displaystyle p} 。那麼，圓球殼外部的電勢為點電荷的電勢與圓球殼內部的鏡像電荷的電勢的總和。類似前面案例，鏡像電荷的電量是 {\displaystyle -qR/p} ，位置是 {\displaystyle (R^{2}/p^{2})\mathbf {p} } 。由於圓球殼內部的真實電量是零，所以，圓球殼內部的電勢為常數。

### 電偶極子與圓球殼導體
鏡像法對於電偶極矩的計算公式比較複雜。假若我們將電偶極子視為一對距離很近的點電荷，則鏡像電偶極子的電量和電偶極矩都會有所改變。給予電偶極子的電偶極矩為 {\displaystyle \mathbf {M} } ，位置為 {\displaystyle \mathbf {p} } ，在半徑為 {\displaystyle R} 圓球殼的內部。其鏡像電偶極子的位置會是 {\displaystyle (R^{2}/p^{2})\mathbf {p} } ，鏡像電荷的電量為
{\displaystyle q'={\frac {R\mathbf {p} \cdot \mathbf {M} }{p^{3}}}} ，
電偶極矩為
{\displaystyle \mathbf {M} '=R^{3}\left[-{\frac {\mathbf {M} }{p^{3}}}+{\frac {2\mathbf {p} (\mathbf {p} \cdot \mathbf {M} )}{p^{5}}}\right]} 。

## 反演法
鏡像法的圓球殼計算方式直接地引導出反演法。採用球坐標 {\displaystyle (r,\,\theta ,\,\phi )} ，給予一個位置的調和函數 {\displaystyle \Phi (r,\,\theta ,\,\phi )} ，則對於一個半徑為 {\displaystyle R} 的圓球，此調和函數的鏡像調和函數是
{\displaystyle \Phi '(r,\,\theta ,\,\phi )={\frac {R}{r}}\Phi \left({\frac {R^{2}}{r}},\,\theta ,\,\phi \right)} 。
給予一集合的點電荷，位置和電量分別為 {\displaystyle (r_{i},\,\theta _{i},\,\phi _{i})} 、 {\displaystyle q_{i}} 。假若其產生的電勢是 {\displaystyle \Phi } ，則其鏡像電勢 {\displaystyle \Phi '} 是由一集合位置和電量分別為 {\displaystyle (R^{2}/r_{i},\,\theta _{i},\,\phi _{i})} 、 {\displaystyle Rq_{i}/r_{i}} 的鏡像電荷所產生的。給予一個連續電荷分佈，電荷密度為 {\displaystyle \rho (r,\,\theta ,\,\phi )} 。假設其其產生的電勢是 {\displaystyle \Phi } ，則其鏡像電勢 {\displaystyle \Phi '} 是由電荷密度為  {\displaystyle \rho '(r,\,\theta ,\,\phi )=(R/r)^{5}\rho (R^{2}/r,\,\theta ,\,\phi )} 的連續電荷分佈產生的。

## 參閱
- 帕松方程式的唯一定理（Uniqueness theorem for Poisson's equation）
- 恩绍定理（Earnshaw's theorem）
- 互易定理（Reciprocity (electromagnetism)）
- 多極展開